# Jacob Neyts
Jacob Tossijn Domien Neyts, né à Bruges le 14 juin 1727 et mort à Boulogne-sur-Mer le 8 juillet 1794, est un homme de lettres, un dramaturge, un metteur en scène et un traducteur des Pays-Bas autrichiens.

## Biographie

### 1727-1772
Élevé par des parents adoptifs, Neyts remplit la fonction de procureur jusqu'en 1753, puis exerça une profession semblable, mais son penchant pour le drame l'amena à négliger son travail. L'oisiveté et le goût de la dissipation le rapprochèrent d'un maître d'école de Bruges nommé Coucke, qui n'avait, « non plus, beaucoup à faire dans son école ». Avec lui, il commença à s'investir dans la compagnie d'amateurs de la chambre de rhétorique De Weerde Drie Santinnen (Les Trois Vénérables Saintes). Selon Ledoulx, ils jouèrent dans un théâtre installé dans la maison de Nazareth, rue des Grauwwerkers et leurs représentations eurent le plus grand succès.
Le théâtre flamand n'avait pu recevoir toutes les modifications introduites depuis quelques années dans la scène en France et en Italie. Le genre d'acteurs et les moyens dont ils pouvaient disposer ne permettaient point de représenter d'autres pièces que des farces ou des drames. La cour de Bruxelles même n'avait guère que des ballets, souvent interrompus par des récits et des dialogues. La scène flamande avait donc été condamnée à rester longtemps dans l'enfance de l'art dramatique.
À l'exemple de Coucke, Jacques Neyts forma aussi un théâtre, qu'il monta selon les goûts et les besoins de l'époque : on était rassasié des longues déclamations tragiques et des farces banales. Neyts donna à son théâtre des agréments jusqu'ici inconnus : les habits, les décors, les changements de scènes vinrent ajouter à l'illusion ; la poésie, plus naturelle et plus agréable, emprunta à la musique ce qui lui manquait dans l'harmonie. Neyts voulait à la fois charmer les oreilles et les yeux. Comme l'un des premiers de tous les auteurs dramatiques des Pays-Bas méridionaux, il imagina de doter la scène d'opéras en langue maternelle, c'est-à-dire en néerlandais.
Dans le sillage du gouverneur général, Charles-Alexandre de Lorraine, la cour de Bruxelles fit une courte visite à Bruges en juin 1756. Pour divertir les visiteurs, les Comédiens de Bruxelles montèrent l'opéra-comique Ninette à la cour de Charles-Simon Favart à la salle de théâtre du collège des Jésuites, ce qui inspira Neyts qui, dans un délai de quelques semaines, traduisit le livret en néerlandais et le publia par la suite. L'opéra fut représenté au nouveau bâtiment de théâtre que la Confrérie du concert (De Confrerie van het Concert), constituée dix ans plus tôt par François Neyts, avait construit à la Vieille Bourse (Oude Beurze) et qui fut solennellement inauguré, le 15 octobre 1756, par la représentation de Mimi in het Hof (Ninette à la cour). Quelques semaines plus tard, le 27 novembre, Neyts monta, à ce théâtre, sa traduction de la Bohémienne of den bedrogen gierigaard (La Bohémienne, ou l'avare dupé). Les deux pièces furent jouées par De Yverige Brugsche Jonckheydt (La Jeunesse brugeoise diligente). La troupe de Neyts se composait de trois acteurs, deux actrices et des instrumentistes. Les comédiens de Neyts auraient prononcé le néerlandais avec un accent flamand, ce qui était, par ailleurs, fort apprécié des femmes et des dilettantes d'Amsterdam.
Neyts devint donc le chef d'une troupe de théâtre et d'opéra pour laquelle il écrivait ou traduisait les livrets – en tout, pas moins de 55 – alors que son frère François-Dominique, qui était également violoniste, les mettait en musique. La renommée de la troupe s'étendit au-delà des portes de Bruges et, avec sa compagnie désormais itinérante, il entreprit une tournée à travers les Flandres et les Provinces-Unies, où il remporta partout d'immenses succès, jusqu'au point d'éveiller la curiosité de la cour de Bruxelles. Ébloui des applaudissements qu'ils recevaient partout et des honneurs qu'on leur faisait, les frères Neyts commencèrent à se produire hors de Bruges, notamment à Dunkerque en avril et en mai 1757. Le succès fut apparemment tel que Jacob Neyts se retira de sa fonction de procureur, début 1758, pour se consacrer entièrement à sa passion. Une fois bien démarrée, la compagnie transforma son nom de De Yverige Brugsche Jonckheyt en De Vlaemsche Opera. Vers 1763, Neyts se maria avec Isabelle Claire Stassinon, qui était, comme lui, native de Bruges. Un premier enfant naquit à Nimègue en 1763 mais, début 1765, Isabelle s'enfuit avec Jan Willem Floris, comte de Welderen, tout en abandonnant son mari et son fils, alors que le comte semble avoir su se passer de sa femme et de ses cinq enfants. Toutefois, la famille de Welderen, usant de son influence, obtint leur arrestation à Paris et leur rapatriement aux Provinces-Unies, après quoi Isabelle réintégra la troupe de Neyts. Dès 1768, chaque année au printemps, la troupe se produisait à Amsterdam, et elle fut bientôt considérée par certains comme la principale compagnie d'opéra étrangère. Ce fut lorsque sa mise en scène du Deserteur fut montée au théâtre d'Amsterdam que celui-ci fut frappé d'un incendie qui entraîna sa destruction complète, le 11 mai 1772, ce qui conduisit l'entreprise de Neyts à la ruine,.

### 1772-1794
Après 1772, la compagnie voyagea de ville en ville, se produisant, entre autres à Haarlem et, de nouveau, à Amsterdam. En 1775, la chambre de rhétorique de la Sainte-Croix de Courtrai fit appel à l'expertise de Neyts pour qu'il se prononçât sur un litige qui divisait cette chambre et un groupe de Grammont au sujet d'un concours organisé par les Courtraisiens. Le 8 octobre 1777, la compagnie de Neyts joua à Gand et à Bruges, où elle se produisit pendant toute la saison d'hiver. Les recettes s'avérèrent pourtant décevantes et Neyts demanda l'autorisation d'organiser, la veille du Mardi gras, un bal au bénéfice de son entreprise, mais le Concert le lui refusa. En novembre et en décembre de la même année, il joua à Malines. En juin 1778, la compagnie fit escale à La Haye. Dès 1780, il écrivait des articles pour le journal malinois Den Scheldebode (Le Courrier de l'Escaut). En 1781 parurent des annonces dans la presse malinoise pour les spectacles du Vlaemsche Opera. En 1783, Neyts fut élu facteur (poète ou dramaturge en titre) de la chambre de rhétorique De Peoene (La Pivoine). La même année, la troupe fut rebaptisée en Nieuwe Nederduitsche Opera (Nouvel Opéra néerlandais). En mai 1784, il y avait des spectacles à Gand. Plus tard, la même année, Neyts cessa sans doute ces activités dans le domaine de l'opéra. Ce fut sans doute entre 1780 et 1785 que Neyts fit la connaissance de Charles de Cassina, comte de Wonsheim et baron de Boelaere, qui a souvent été présenté, et à tort, comme son mécène ; ce noble indigent était membre de la loge maçonnique La Constante Fidelité, dont les fils de Neyts, Louis, était également membre. La relation entre Neyts et Cassina n'était, certes, pas bien vu dans le milieu décent dont le dernier était issu ; ainsi, dans une lettre du 5 août 1787 au comte Charles-Joseph de Lichtervelde, Egidius De Backer, avocat du Conseil de Flandre, pensionnaire de Grammont et agent d’affaires de la famille Cassina, suggère un lien étroit entre les deux hommes : « Il n'y a point d'apparence qu'il quittera jamais la vilaine race de Neyts. Tout va de pire en pire. Il a juré de disposer de tout ce dont il serait capable en faveur de ces vilaines gens. Il dit qu'il mangera jusqu'à son dernier morceau de pain avec eux. »
Fin 1787, Neyts liquida son commerce de vin ; peut-être quitta-t-il Malines par la suite. Il ne se serait plus occupé de représentations d'opéras jusqu'au moment où il parcourut la France, selon toute vraisemblance avec une compagnie francophone, et cela de 1789 jusqu'à sa mort en 1794. Toutefois, il n'est pas à exclure que la résurgence importante de l'opéra flamand à Bruges dans les années 1788-1789 est à mettre sur le compte de Neyts, car les pièces représentées étaient également connues du répertoire de Neyts. Son exemple et ses succès auraient formé en peu de temps plusieurs troupes de jeunes acteurs presque tous artisans ; chaque ville de la partie néerlandophone des Pays-Bas autrichiens avait maintenant son théâtre d'opéra néerlandais.
Certains auteurs prétendent que Neyts dut quitter les Pays-Bas autrichiens pour la France en 1789 pour s'être trop ouvertement prononcé en faveur de l'Empereur et de l'Autriche lors de la révolution brabançonne. Quoi qu’il en soit, en 1794, il s'éteignit en France, à Boulogne-sur-Mer, où était né son beau-fils Jean-François Baret, un agitateur révolutionnaire, secrétaire et président du club jacobin de Bruxelles, qui s'était marié avec la fille ainée de Neyts, Marie-Isabelle, et qui deviendra, en 1797, commissaire du pouvoir exécutif du département de la Lys,.

## Opéras
Cette liste présente une sélection parmi les opéras de Neyts. Elle est tirée de celle de la Bibliothèque numérique des lettres néerlandaises, à laquelle sont ajoutés les livrets d'opéra disponibles sur Google Livres. Une liste complète des pièces est établie dans l'ouvrage suivant, qui est consultable en ligne :
- (fr) GOETHALS, Félix-Victor. Lectures relatives à l'histoire des sciences, des arts, des lettres, des mœurs, et de la politique en Belgique, et dans les pays limitrophes, commencées en 1818 et publiées en 1837, vol. 3, Bruxelles, Chez l’auteur [Imprimerie de Vandooren, frères], 1838, p. 237-239.

### Sélection de livrets d'opéra non disponibles en ligne
- (nl) De gestrafte hoogmoed (L'Orgueil puni, entre 1760 et 1770)
- (nl) De koning en de pachter (Le Roi et le Fermier, entre 1760 et 1770)
- (nl) De pragtige minnaer (Le Magnifique, entre 1760 et 1770)
- (nl) De schoone Arsena (La Belle Arsène, entre 1760 et 1770)
- (nl) De twee jagers en het melk-meysje (Les Deux Chasseurs et la Laitière, entre 1760 et 1770)
- (nl) De volksplanting (La Colonie, entre 1760 et 1770)
- (nl) Het nagtgevecht of de leevende doode (Le Combat nocturne, ou les Morts vivants, entre 1760 et 1770)
- (nl) Raton en Rosette (Raton et Rosette, entre 1760 et 1770)

### Livrets d’opéra disponibles en ligne
- (nl) Mimi aan het hof (opéra-comique en trois actes, représentée et publiée en 1756, traduit de Ninette à la cour de Charles-Simon Favart)
- (nl) Annette en Lubin (opéra-bouffe en un acte, publié en 1768, traduit d’Annette et Lubin de Charles-Simon Favart).
- (nl) Den slotmaeker (comédie mêlée de chants, publié en 1768, traduit du Serrurier de François-Antoine Quétant)
- (nl) Den soldaat toveraar (opéra-bouffe, publié en 1768, traduit du Soldat Magicien de Louis Anseaume)
- (nl) De spreekende schildery (opéra en un acte, publié en 1768, d’après le Tableau parlant de Louis Anseaume)
- (nl) De toets der vriendschap (opéra en deux actes, publié en 1768, d'après l'Amitié à l'épreuve de Charles-Simon Favart)
- (nl) De twee gierigaerds (opéra en deux actes, publié en 1768, traduit des Deux Avares de Charles-Georges Fenouillot de Falbaire de Quingey et Charles-Simon Favart)
- (nl) De verliefde van vyftien jaeren, of Het dubbeld feest (opéra en trois actes, publié en 1768, d'après l'Amoureux de quinze ans de Pierre Laujon)
- (nl) Het dorpsche weez-meisje (opéra en un acte, publié en 1768, traduit des Deux Miliciens, ou l'Orpheline villageoise de Louis Guérin d’Azémar)
- (nl) Het verlooren lam (L'Agneau perdu, opéra-bouffe en un acte, publié en 1768, traduit de la Clochette de Louis Anseaume)
- (nl) Reken niet zonder uw weerd (opéra-bouffe en deux actes, publié en 1768, traduit de Toinon et Toinette de Jean-Auguste Jullien dit Desboulmiers)
- (nl) De paardesmit (opéra en deux actes, publié en 1769, d'après le Maréchal ferrant)
- (nl) De soldaat door dwang (opéra-bouffe en un acte, publié en 1769, d'après le Milicien de Louis Anseaume)
- (nl) Mazet (opéra en deux actes, publié en 1769, d'après Mazet de Louis Anseaume)
- (nl) Blasius den lapper (opéra-bouffe, publié en 1770, traduit de Blaise le savetier de Michel-Jean Sedaine)
- (nl) De Boheemster (opéra-bouffe en deux actes, publié en 1770, d'après la Bohémienne de Charles-Simon Favart)
- (nl) De molenaerster van Gentilley (opéra-bouffe en un acte, publié en 1770, d'après la Meunière de Gentilly de Pierre-René Lemonnier)
- (nl) Den bedroogen bailliuw (Le Bailli dupé, opéra-bouffe, publié en 1770)
- (nl) Den charlatan (opéra-bouffe en deux actes, publié en 1770, traduit de Stanislas-Hippolyte Lacombe et Pierre Sodi)
- (nl) Sylvain (opéra en un acte, publié en 1770, d'après la pièce homonyme de Jean-François Marmontel)
- (nl) De deserteur (opéra en trois actes, représenté en 1772, publié en 1782, d'après le Déserteur de Michel-Jean Sedaine])
- (nl) De dwaaling van een oogenblik, of Het vervolg van Julie (opéra en un acte, publié en 1775], d'après l'Erreur d'un moment de Jacques-Marie Boutet de Monvel)
- (nl) De Chineesen (opéra-bouffe en un acte, publié en 1786, traduit de Jacques-André Naigeon et de Charles-Simon Favart)
- (nl) Zemire en Azor (opéra en quatre actes, d'après Zemire et Azor, traduit de Jean-François Marmontel)

## Ressources

### Sources
- (nl) DE HAAS, Anna., « Stassinon, Isabelle Claire », Digitaal Vrouwenlexicon van Nederland,  [en ligne], 17 janvier 2013, [www.historici.nl].
- (nl) FREDERIKS, Johannes Godefridus, et Frans Josef VAN DEN BRANDEN.  « Jacob Tossijn Domien Neyts », Biographisch woordenboek der Noord- en Zuidnederlandsche letterkunde, Amsterdam, L.J. Veen, 1888-1891, p. 546.
- (fr) GOETHALS, Félix-Victor.  Lectures relatives à l'histoire des sciences, des arts, des lettres, des mœurs, et de la politique en Belgique, et dans les pays limitrophes, commencées en 1818 et publiées en 1837, vol. 3, Bruxelles, Chez l'auteur [Imprimerie de Vandooren, frères], 1838, p. 232-239 .
- (nl) KROONE, P. M. M. « Neyts, Jacob Toussaint Domien », De Nederlandse en Vlaamse auteurs van middeleeuwen tot heden met inbegrip van de Friese auteurs [Gerrit Jan VAN BORK et Peter Jozias VERKRUIJSSE (réd.)], Weesp, Le Coq, 1985, p. 409.
- (nl) VAN DEN ABEELE, Andries.  « Jacob en Frans Neyts en hun familieleden: enkele biografische aanvullingen », Genootschap voor Geschiedenis te Brugge, année 138, 2001, p. 56-100.
- (nl) VAN DER AA, Abraham Jacob. « Jacobs Neyts », Biographisch woordenboek der Nederlanden, vol. 13, Haarlem, J.J. van Brederode, 1868, p. 175.